# Европско првенство у атлетици у дворани 2005 — штафета 4 х 400 метара за жене
Штафета 4 × 400 метара у женској конкуренцији на Европском првенству у атлетици у дворани 2005. у Дворани спортова у Мадриду одржано је 6. марта. Учествовало је 6 штафета.

## Рекорди пре почетка Европског првенства 2005.
| Светски рекорд у дворани               | Олесија Форшева , Олга Котљарова, Татјана Левина, Наталија Назарова Русија            | 3:23,8  | Будимпешта, Мађарска     | 7. март 2004.     |
| Европски рекорд у дворани              | Олесија Форшева , Олга Котљарова, Татјана Левина, Наталија Назарова Русија            | 3:23,8  | Будимпешта, Мађарска     | 7. март 2004.     |
| Рекорди европских првенстава у дворани | Олесија Зикина, Ирина Росикина, Јулија Сотникова, Светлана Поспелова Русија           | 3:23,53 | Гент, Белгија            | 6. март 2000.     |
| Светски рекорд сезоне у дворани        | Бруклин Морис, Ниша Бернард-Томас, Диона Лоренс, Хејзел Реџис-Бакелс Сједињене Државе | 3:29,06 | Фејетвил (Арканзас), САД | 27. фебруар 2005. |
| Европски рекорд сезоне у дворани       |                                                                                       |         |                          |                   |

## Сатница
| Датум   | Време |        |
| ------- | ----- | ------ |
| 6. март | 18,35 | Финале |

## Освајачи медаља
|                                                                                  |                                                                             |                                                                                 |
| Татјана Левина · Јулија Печонкина · Ирина Росикина · Светлана Поспелова · Русија | Ана Пахолак · Моњика Бејнар · Марта Хруст-Розеј · Малгоржата Пскит · Пољска | Мелани Пуркис · Дона Фрејзер · Кетрин Мерфи · Ли Маконел · Уједињено Краљевство |

На овом такмичењу оборена су два национална рекорда (Пољска и Уједињено Краљевство.

### Финале
| Поз. | Земља                | Атлетичарке                                                             | Време   | Белешка |
| ---- | -------------------- | ----------------------------------------------------------------------- | ------- | ------- |
|      | Русија               | Татјана Левина, Јулија Печонкина, Ирина Росикина, Светлана Поспелова    | 3:28,90 | СРС     |
|      | Пољска               | Ана Пахолак, Моњика Бејнар, Марта Хруст-Розеј, Малгоржата Пскит         | 3:29,37 | НР      |
|      | Уједињено Краљевство | Мелани Пуркис, Дона Фрејзер, Кетрин Мерфи, Ли Маконел                   | 3:29,81 | НР      |
| 4    | Украјина             | Антонина Јефремова, Аксана Иљушкина, Лиља Пиљугина, Наталија Пигида     | 3:31,67 |         |
| 5    | Шпанија              | Кора Оливеро, Лаја Форкадел, Миријам Браво, Белен Ресио                 | 3:39,73 |         |
| 6    | Грчка                | Ана Моисијаду, Елефтерија Пападопулу, Марија Пападопулу, Елени Филандра | 3:48,42 |         |